# Orléat
Orléat – miejscowość i gmina we Francji, w regionie Owernia-Rodan-Alpy, w departamencie Puy-de-Dôme.
Według danych na rok 1990 gminę zamieszkiwało 1569 osób, a gęstość zaludnienia wynosiła 59 osób/km² (wśród 1310 gmin Owernii Orléat plasuje się na 139. miejscu pod względem liczby ludności, natomiast pod względem powierzchni na miejscu 286.).